# Миранда играет в шахматы с Фердинандом, шутливо обвиняя его в обмане
Миранда играет в шахматы с Фердинандом, шутливо обвиняя его в обмане (фр. Miranda fait une partie d'échecs avec Ferdinand, qu'elle accuse, en plaisantant, de tricher, 1822) — наиболее известная картина французского художника Жилло Сент-Эвра (фр. Gillot Saint-Evre, 1791—1858) на сюжет из «Бури» Уильяма Шекспира.

## История картины и её судьба
Картина была впервые представлена художником на Парижском салоне 1822 года (№ 1161) и в том же году на подобном Салоне в Лилле (№ 204). Техника — холст, масло. Картина подписана и датирована — «Г. St Evre 1822» (в правом нижнем углу). Размер — 114,50 на 138 сантиметров. Была продана на аукционе 31 марта 2016 года за 18 200 € (лот 143). Картина находилась до этого времени в частной коллекции и практически была недоступна искусствоведам. Сейчас находится в коллекции парижского Le Musée de la Vie romantique.

## Сюжет картины
В первых десятилетиях XIX века художники стали искать вдохновение не в классической древности, а сделали выбор в пользу Средневековья и эпохи Возрождения. Жилло Сент-Эвр выбрал шекспировские образы для обеих композиций, которые он выставил на Парижском салоне 1822 года: «Просперо, герцог Миланский, и его дочь во время бури в старой лодке» (судьба и современное местонахождение этой картины неизвестны) и «Миранда играет в шахматы с Фердинандом, шутливо обвиняя его в обмане». Это эпизоды из пьесы «Буря», исполненной в первый раз перед королём Яковом I и его придворными во дворце Уайтхолл в канун Дня Всех святых 1 ноября 1611 года.
Сцена происходит на заколдованном острове, где Миранда и её отец Просперо находятся уже на протяжении двенадцати лет. Главными действующими лицами картины являются молодые влюблённые Миранда и Фернандо, изображённые на переднем плане, а на заднем плане слева — их отцы, Просперо, свергнутый герцог Милана, и Алонзо, король Неаполя, который много лет назад организовал свержение Просперо, чтобы передать престол его брату.
Так описывается эта сцена в пьесе:
«Открывается вход в пещеру; там Фердинанд и Миранда играют в шахматы.

Миранда

Мой нежный друг, не хочешь ли меня

Поймать в ловушку?

Фердинанд

Ни за что на свете,

Любимая, хитрить с тобой не мог бы.

Миранда  

За сотню царств наверно бы схитрил,

Но честной всё ж сочла бы я игру.

Алонзо

Коль это — лишь волшебное виденье,

Утрачу я единственного сына 

Сегодня дважды».
В своём комментарии к Салону 1822 года, Чарльз Лэндон пересказывает так историю, которая разворачивается перед нашими глазами: 

«Миранда шутя обвиняет Фердинанда в обмане… принц защищает себя, говоря о своей любви… Просперо вводит короля Неаполя, позволяя ему увидеть своего сына, которого по его мнению, он потерял в результате бури»

## Художественные особенности картины
Художник одевает персонажей в костюмы XVI-XVII веков. Четверо героев расположены в театральной обстановке: двое молодых людей сидят на переднем плане, освещены светящимся пламенем свечи, их отцы находятся в темноте, в холодном лунном свете; они входят в комнату, словно на сцену. Миранда и Фердинанд кажутся отрезанными от мира, в котором присутствуют Просперо и Алонзо.
Два разных источника света присутствуют на полотне (тусклый свет Луны, идущий сзади; яркий свет факела, освещающий влюблённых сбоку), контраст света и тени подчёркивает драматизм события, персонажи выражают различные реакции на два разных события: Миранда и Фердинанд шутливо переговариваются за шахматной доской (озорная улыбка Миранды, растерянность Фердинанда); входящие отцы видят юношу и девушку (удовлетворение Просперо, изумление Алонзо, считавшего своего сына погибшим). Контраст между двумя мирами подчёркивается особым освещением. Оно напоминает картины представителей голландского искусства XVII века, особенно Годфрида Схалкена (нидерл. Godfried Schalcken; 1643—1706), последователя Караваджо.
Большинство критиков, присутствовавших на Салоне, были в восторге от этой картины. Адольф Тьер выдвигает на первый план глубину замысла и чистоту стиля, историчность костюмов персонажей, он назвал в своих заметках о впечатлениях от выставки Жилло Сент-Эвра «молодым художником, внушающим большие надежды». Картина предвещает искусство романтизма.